# 도난 이사리비 철도선
도난 이사리비 철도선(일본어: 道南いさりび鉄道線)은 일본 홋카이도 가미이소군 기코나이정에 있는 기코나이역과 하코다테시에 있는 고료카쿠역을 잇는 도난 이사리비 철도의 철도 노선이다. 2016년 3월 25일까지는 노선 이름이 에사시선(일본어: 江差線, えさしせん)이었으며, 2014년 5월 12일에는 기코나이~에사시 구간이 폐지되었다.

## 역사
에사시 선이라고 불릴 당시, 전 구간이 1988년 3월 13일 이후 가이쿄 선과 함께 홋카이도와 혼슈를 잇는 쓰가루 해협선에 포함되었으나, 2016년 3월 26일 홋카이도 신칸센 개통 이후 에사시 선이 제3섹터 도남 이사리비 철도로 이관되고, 가이쿄 선 구간에서 재래선 여객 열차가 사실상 소멸하게 되었다. 따라서 쓰가루 해협선이라는 명칭이 폐지되었다.
에사시 선이라는 명칭을 사용할 당시에는 고료카쿠역이 기점이었으나, 2016년 3월 26일 도남 이사리비 철도에게 이관되면서 그 반대로 기코나이역을 기점으로 하게 되었다.
또한 일본화물철도(JR 화물)은 경영 이양 후에도 이 노선에서 계속 제2종 철도 사업자가 되며, 세이칸 터널을 거쳐 홋카이도와 혼슈를 연결하는 화물 수송을 실시하고 있다.

## 역 목록
| 역 번호 | 역 이름         | 일본어 이름  | 거리 | 접속 노선                 | 소재지   | 소재지                 |
| ------- | --------------- | ------------ | ---- | ------------------------- | -------- | ---------------------- |
| sh01    | 기코나이        | 木古内       | 0.0  | 가이쿄 선 홋카이도 신칸센 | 홋카이도 | 가미이소 군 기코나이정 |
| sh02    | 사쓰카리        | 札苅         | 3.8  |                           | 홋카이도 | 가미이소 군 기코나이정 |
| sh03    | 이즈미사와      | 泉沢         | 7.2  |                           | 홋카이도 | 가미이소 군 기코나이정 |
| sh04    | 가마야          | 釜谷         | 10.3 |                           | 홋카이도 | 가미이소 군 기코나이정 |
| sh05    | 오시마토베쓰    | 渡島当別     | 15.2 | 호쿠토시                  | 홋카이도 |                        |
| sh06    | 모헤지          | 茂辺地       | 20.2 | 호쿠토시                  | 홋카이도 |                        |
| -       | 야후라이 신호장 | 矢不来信号場 | 14.3 | 호쿠토시                  | 홋카이도 |                        |
| sh07    | 가미이소        | 上磯         | 29.0 | 호쿠토시                  | 홋카이도 |                        |
| sh08    | 기요카와구치    | 清川口       | 30.2 | 호쿠토시                  | 홋카이도 |                        |
| sh09    | 구네베쓰        | 久根別       | 31.3 | 호쿠토시                  | 홋카이도 |                        |
| sh10    | 히가시쿠네베쓰  | 東久根別     | 32.2 | 호쿠토시                  | 홋카이도 |                        |
| sh11    | 나나에하마      | 七重浜       | 35.1 | 호쿠토시                  | 홋카이도 |                        |
| H74     | 고료카쿠        | 五稜郭       | 37.8 | 하코다테 본선             | 홋카이도 | 하코다테시             |